# مكتبة المحقق الطباطبائي
مكتبة المحقق الطباطبائي من أهم المكتبات في مدينة قم الإيرانية في مجال كتب الفهارس، سواء كتب الفهارس المخطوطة أو المطبوعة.

## البداية
في البدء كانت مكتبة شخصية للمحقق السيد عبد العزيز الطباطبائي وفي بيته، حيث كان يتوافد عليها الباحثون والمحققون من مختلف المشارب والاتجاهات ليلاً ونهاراً، وبما أن المكتبة كانت غنية في محتواها وخبرة صاحبها لذلك كانت تؤدي دوراً فاعلاً.
وبعد رحيله وبمعية السيد جواد الشهرستاني وكيل آية الله العظمى السيد السيستاني في إيران أصبحت مكتبة عامة في سنة 1996م / 1418هـ. وبقيت المكتبة تتواصل مع الباحثين والمحققين بعد رحيل مؤسسها، وهي اليوم تدار من قبل نجله المحقق السيد علي الطباطبائي.
وتشتمل المكتبة على أمهات كتب الفهارس، والتراجم، وكتب التاريخ، وما يتعلق بكتب الشيعة والتشيع. ونظام المكتبة مفتوح، والكتب مفهرسة بحسب عناوينها والمواضيع والمؤلفين، وعلى نظام مكتبة الكونغرس لتسهيل حصولها للباحثين.

## أقسام المكتبة

### 1.	الكتب المطبوعة
وهي: بالعربية والفارسية والإنجليزية والأردية والتركية والفرنسية.وتحتوي على أكثر من ستة وعشرين ألف كتاب، أغلبها تتعلق بأبحاث ودراسات المحقق الطباطبائي.
تمتاز هذه المكتبة بكتبٍ قديمة ونادرة سعى في جمعها المحقق الطباطبائي في ضمن أسفاره إلى بلدان العالم. وتمتاز أيضاً بهوامش وتعاليق كتبها المحقق الطباطبائي بنفسه على الكتب والتعريف بمخطوطاتها وترجمه مؤلفيها في صفحاتها الأولى. 
وهذا القسم يحتوي على أكثر من 300 عنوان كتاب من الطبعات الحجرية. والبعض منها نادر جداً.

### 2.	المخطوطات المصورة
من الهموم الفكرية التي كان يسعى إليها للمحقق الطباطبائي هي جمع مصوّرات للمخطوطات الثمينة والنادرة والتي تتعلق بمباحثه وإنتاجه العلمي، جمع هذه المصورات من مختلف مكتبات العالم في تركيا والحجاز والعراق واليمن والدول الغربية، ووضع هذه المخطوطات في متناول أيدي الباحثين والمحققين والمؤسسات الثقافية والتراثية للتعرف عليها ومن ثم نشر ما أمكن منها. وهي تحتوي اليوم على أكثر من 520 مصورة بالميكروفيلم وعلى الورق.
وفي المكتبة أكثر من 5300 نسخة إلكترونية لمختلف المخطوطات في مكتبات العالم.

### 3.	بنك المعلومات
وفي المكتبة قسم خاص يتعلق بمعلومات عامة عن الكتب المطبوعة والمخطوطة والميكروفيلم والمصورات من المخطوطات المتوفرة في المكتبة، والأعلام والمؤلفين والباحثين والمحققين وقسم الصحافة والمجلات و... وذلك بحسب المواضيع.

### 4.	الصحف والمجلات
وفي المكتبة جناح خاص يتعلق بالصحف والمجلات القديمة والحديثة، يحتوي هذا الجناح على أكثر من 280 عنوان مجلة.
1. ↑  "مكتبة المحقّق الطباطبائي (قدس سره )". holynajaf.net. مؤرشف من الأصل في 2024-02-10. اطلع عليه بتاريخ 2024-02-09.

- l الموقع الرسمي لمكتبة المحقق الطباطبائي